# المشعر الحرام

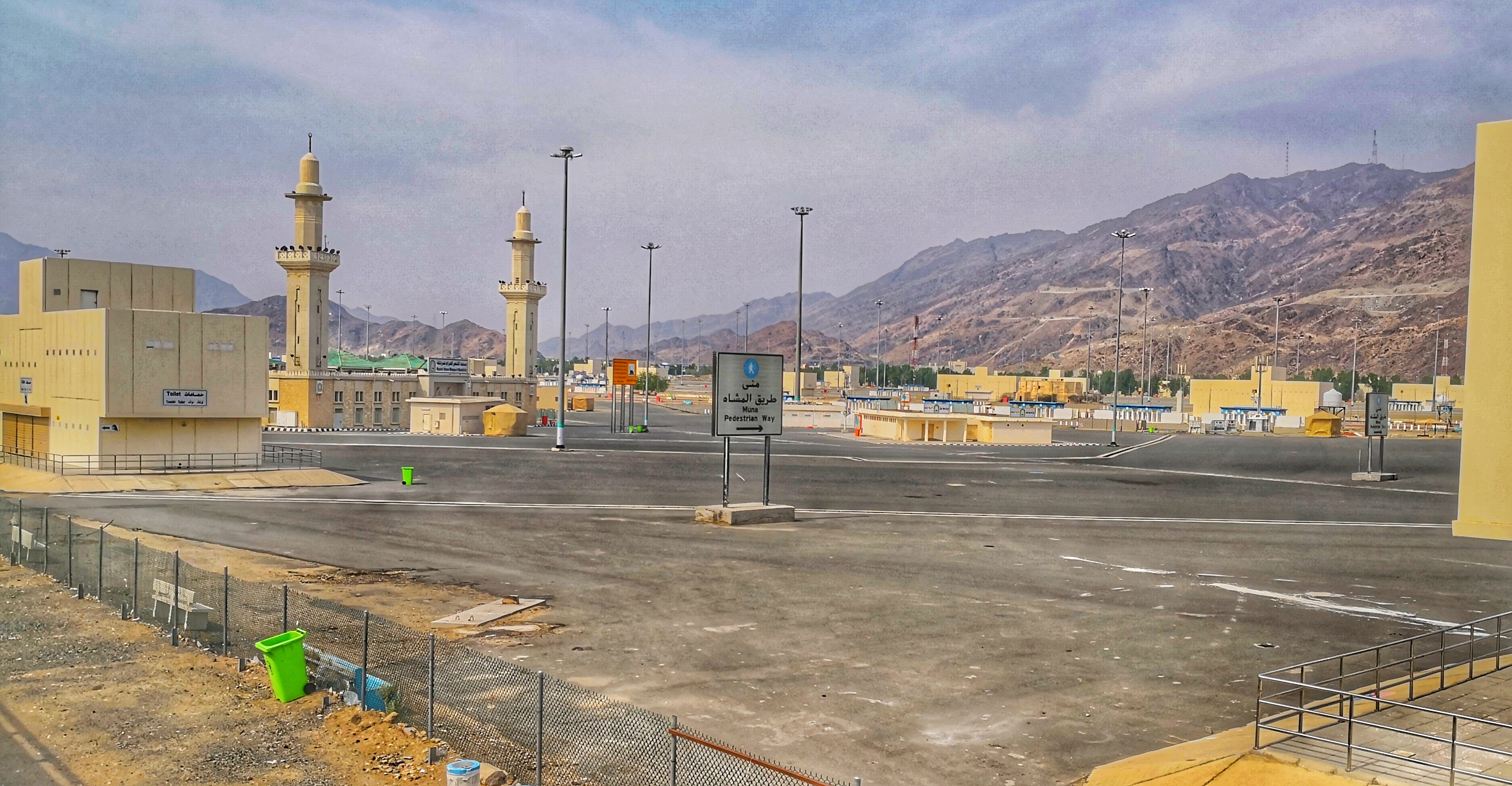

المشعر الحرام، هو الاسم الذي سمى الله تعالى به المزدلفة، حيث قال جل شأنه: ﴿لَيْسَ عَلَيْكُمْ جُنَاحٌ أَنْ تَبْتَغُوا فَضْلًا مِنْ رَبِّكُمْ فَإِذَا أَفَضْتُمْ مِنْ عَرَفَاتٍ فَاذْكُرُوا اللَّهَ عِنْدَ الْمَشْعَرِ الْحَرَامِ وَاذْكُرُوهُ كَمَا هَدَاكُمْ وَإِنْ كُنْتُمْ مِنْ قَبْلِهِ لَمِنَ الضَّالِّينَ ۝١٩٨﴾ [البقرة:198]. وهي تقع بالقرب من مكة جنوب شرق منى، وبين منى وجبل عرفة، وهي ذات أهميَّةٍ بالنسبة إلى المسلمين أثناء تأديتهم لفريضة الحج؛ فهي ثالث المشاعر المقدَّسة التي يمرُّ بها الحجيج خلال رحلتهم الإيمانيَّة المقدَّسة؛ حيث يبدأ الحجيج في المشعر الأوَّل مكة بالطواف حول الكعبة، ثم مرورًا بالمشعر الثاني الوقوف بعرفة، وبعد أداء المناسك المفروضة خلالهما، ثم بعد الإفاضة من عرفات ينزلون إلى المزدلفة للمبيت وأداء بعض المناسك والفرائض على هدي النبي محمد ﷺ.
عند الوصول إلى المزدلفة يُؤَذَّن ويُقام ويُصَلَّى المغرب ثلاثًا، ويُقام ويُصَلَّى العشاء قصرًا وجمعًا، لا يُصَلَّى بينهما ولا بعد العشاء شيئًا.

## مسجد المشعر الحرام

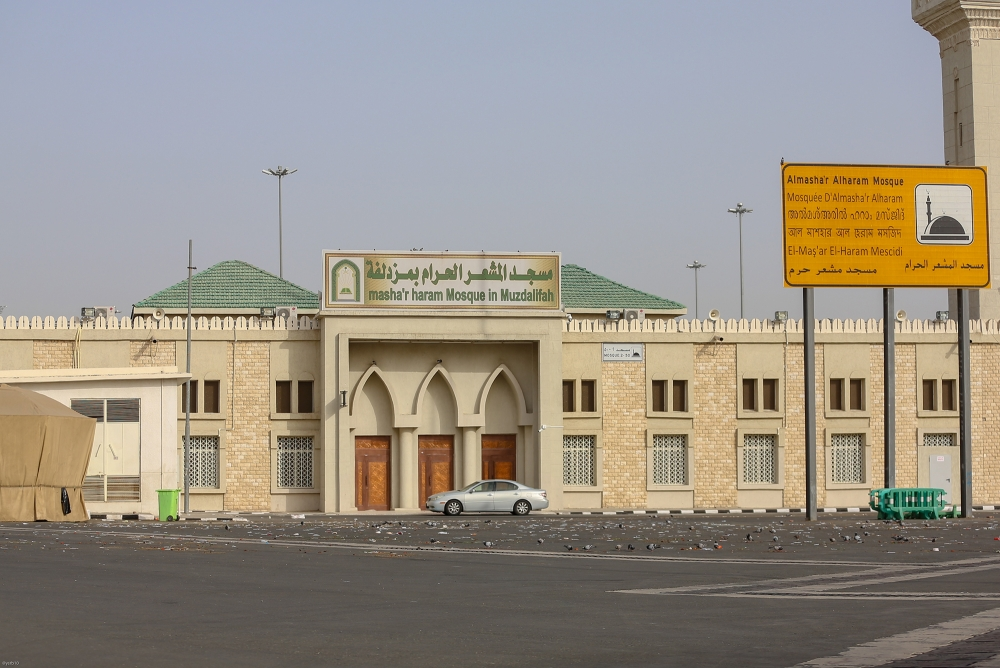
مسجد المشعر الحرام

يقع في بداية مزدلفة على قارعة الطريق رقم (5) الذي يفصل بين التل والمسجد، ويبعد عن مسجد الخيف نحو (5) كيلومترات، وعن مسجد نمرة (7) كيلومترات، وكان النبي محمد ﷺ ينزل عند قبلته
وكان في بداية القرن الثالث الهجري متواضع المساحة والبناء، ولم يكن مسقوفاً وله ستة أبواب، وفي العهد السعودي تمت توسعته وأصبح طوله من الشرق إلى الغرب 90 متراً وعرضه 56 متراً، وبات يستوعب أكثر من 12 ألف مصلٍ، وله منارتان بارتفاع 32 متراً، وله مداخل في الجهات الشرقية والشمالية والجنوبية.

## أقوال المفسرين

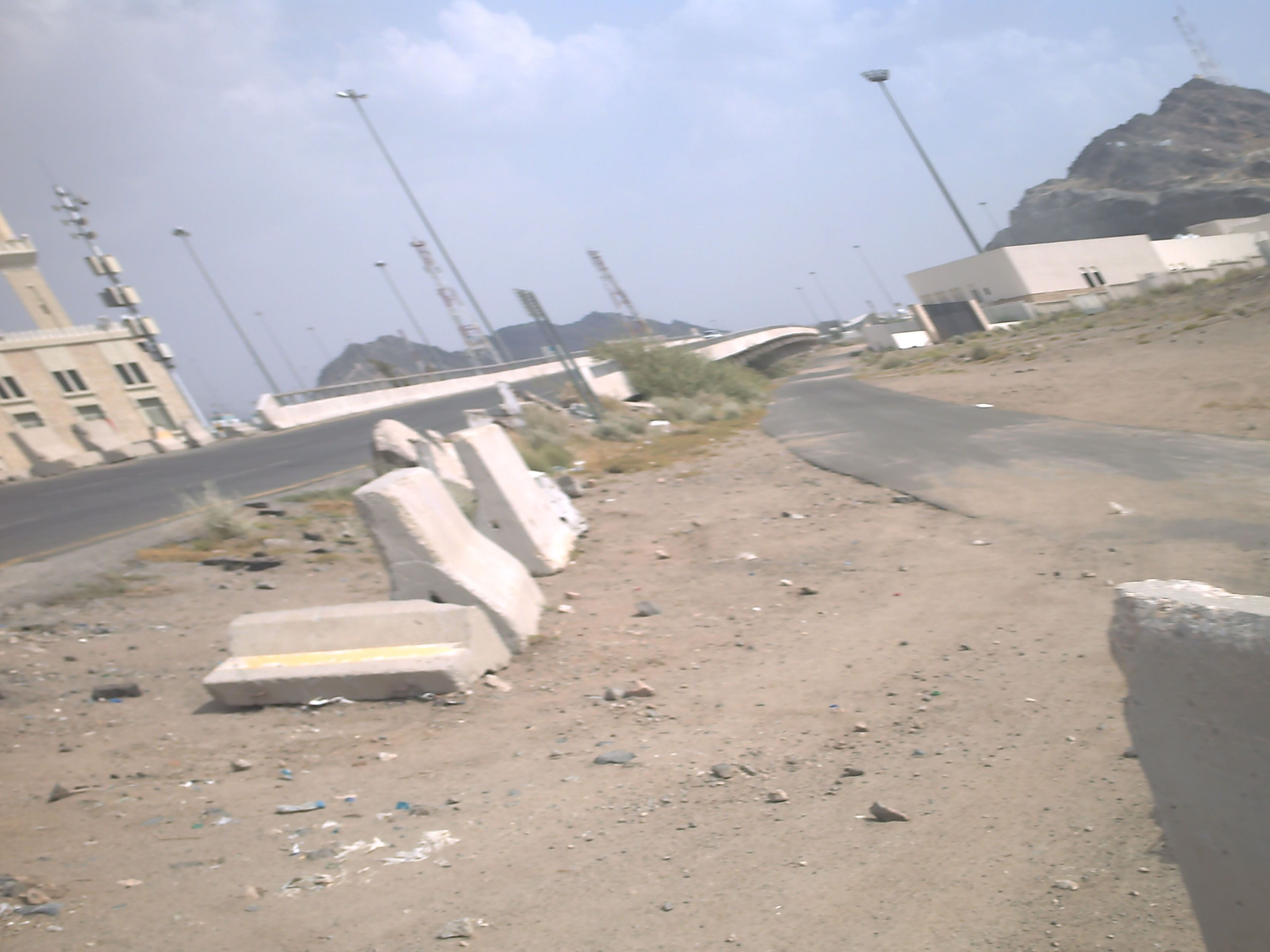
مزدلفة

قال الزمخشري في قوله تعالي: ( فَاذْكُرُوا اللَّهَ عِنْدَ الْمَشْعَرِ الْحَرَامِ )
المشعر الحرام: قـزح، وهو الجبل الذي يقف عليـه الإمام وعليه الميقدة، وقيل: المـشعر الحرام ما بـين جبلي المزدلفـة إلى مازمـي عرفـة إلى وادي محسـر، وليس المازمان ولا وادي محسر من المشـعر الحرام، والصحيح أنه الجـبل لما روى جـابر أن النبي صلى الله عليه وسلم صلى الفـجـر بالمزدلفة ركب ناقته حتى أتي المشعـر الحرام، فدعا وكبر وهلل، ولم يزل واقفا حتى أسفر .
وقوله عند المشعر الحرام مـعناه: مما يلي المشعر الحرام قريبا به، وذلـك للفضل، كالقرب من جـبل الرحمة، وإلا فالمزدلفـة كلها موقف إلا وادي محسـر، وجعلت أعقاب المزدلفة لكونها في حكم المشعر، ومتصلة به عند المشعر، وقـيل: سميت المزدلفة وجمعا لأن آدم اجتمع فيها مع حواء وازدلف منها، أي دنا منها.
وقال قتادة: لأنه يجمع فـيها بين الصلاتين. ويجوز أن يكون وصفت بـفعل أهلها لأنهم يزدلـفون إلى الله تعـالى، أي يتقـربون بالوقـوف فيـهـا، وعن علي: لما أصـبح رسـول الله صلى الله عليه وسلم وقف على قـزح فقـال: هذا قزح، وهذا الموقف، وجمع كلها موقف .
هو المكان الذي وقف عنده النبي في حجة الوداع، وهو الجبل المعروف في مزدلفة، وهو المكان المبني عليه المسجد الآن. وثبت عن بعض العلماءأن مزدلفة كلها تسمى كلها المشعر الحرام.

### جمع
«جمع» هي المزدلفـة، وكلها مشعر إلا بطن محـسر، ومنها تؤخـذ حصي الجمرات، وبذلك فـسر علي وابن مسعـود قوله تعالي: ( فَوَسَطْنَ بِهِ جَمْعًا ) قالا: يعني المزدلفة.
ومسجد المزدلفة عن يسـارك إذا مضيت إلى عرفات، وفـيه تجـمع بين المغـرب والعشاء إذا نـفر الحـاج من عرفات، وهي التي عني الشريف الرضي بقوله:
عارضـا بـي ركـب الحجـاز نسائله
متـــى عهــده بأيــام ســلـع
واسـتملا حـديث مـن يسـكن الخيف
ولا تكتبـــــاه إلا بــــدمعـي
فــإنني إن أرى الديــار بطـرفـي
فلعـــلي أرى الديــار بســمعي
لهـف نفسـي عـلى ليــال تقضت
لــي بجــمع وأيــن أيـام جـمع

## لماذا سمي بالمشعر الحرام ؟
في الشريط رقم ( 17 ) من سلسة فتاوى نور على الدرب قال الشيخ محمد بن عثيمين : ...... وعلى هذا يكون المشعر الحرام : تارة يراد به المكان المعيّن الذي وقف عنده النبي صلى الله عليه وسلم، وهو الجبل المعروف في المزدلفة وعليه بني المسجد ؛ وأحيانًا يراد به جميع المزدلفة ؛ لأنها مشعر حرام . وإنّما قيّدت بالمشعر الحرام ؛ لأن هناك ( مشعرًا حلالاً ) ، وهو عرفة، فإنّه مشعر، بل هو أعظم المشاعر المكانية، فهو مشعر لكنّه حلال ؛ لأنه خارج أميال الحرم، بخلاف المشعر الحرام الذي بمزدلفة الذي يقف الناس فيه، فإنّه حرام. ولم تسمّ منىً مشعرًا حرامًا ؛ لأنه ليس بها وقوفًا مستقلاً .... إلى آخر كلامه رحمه الله رحمةً واسعة .

## موضع المشعر الحرام
من كتاب المصنف / مسألة الجزء الرابع
2345 ( 327 ) في المشعر الحرام أي موضع هو
( 1 ) حدثنا أبو بكر قال حدثنا وكيع عن سفيان عن السدي عن سعيد بن جبير قال : ما بين جبلي مزدلفة فهو المشعر الحرام .
( 2 ) حدثنا أبو بكر قال حدثنا وكيع عن إسرائيل عن جابر عن عبد الرحمن بن الأسود قال : لم أجد أحدا يخبرني عن المشعر الحرام .
( 3 ) حدثنا أبو بكر قال حدثنا وكيع عن إسرائيل عن أبي إسحاق عن عمرو بن ميمون قال : سألت عبد الله بن عمر عن المشعر الحرام فسكت حتى إذا تهبطت أيدي رواحلنا بالمزدلفة قال : أين السائل عن المشعر الحرام ؟ .
( 4 ) حدثنا أبو بكر قال حدثنا إسحاق الأزرق عن مثنى عن عطاء في قوله : المشعر الحرام قال : هو قزح هو المزدلفة كلها.